# بوم‌شناسی ژنتیک
بوم‌شناسی ژنتیک مطالعه پایداری و بیان مواد ژنتیکی مختلف در محیط‌های غیرزنده است. به‌طور معمول، داده‌های ژنتیکی در خارج از هیچ موجود زنده‌ای به جز پزشکی قانونی جنایی تصور نمی‌شود. با این حال، ماده ژنتیکی این توانایی را دارد که توسط جانداران مختلفی که در یک محیط غیرزنده وجود دارند، از طریق دگرگونی‌های طبیعی که ممکن است رخ دهد، جذب شود. بنابراین، این زمینه مطالعاتی روی برهم‌کنش، مبادله و بیان مواد ژنتیکی متمرکز است که اگر گونه‌ها در همان محیط نبودند، ممکن است مشترک نباشد.